# Chitete
Chitete è una circoscrizione rurale (rural ward) della Tanzania situata nel distretto di Momba, regione di Mbeya. Conta una popolazione di 19 431 abitanti (censimento 2012).